# Feminitat

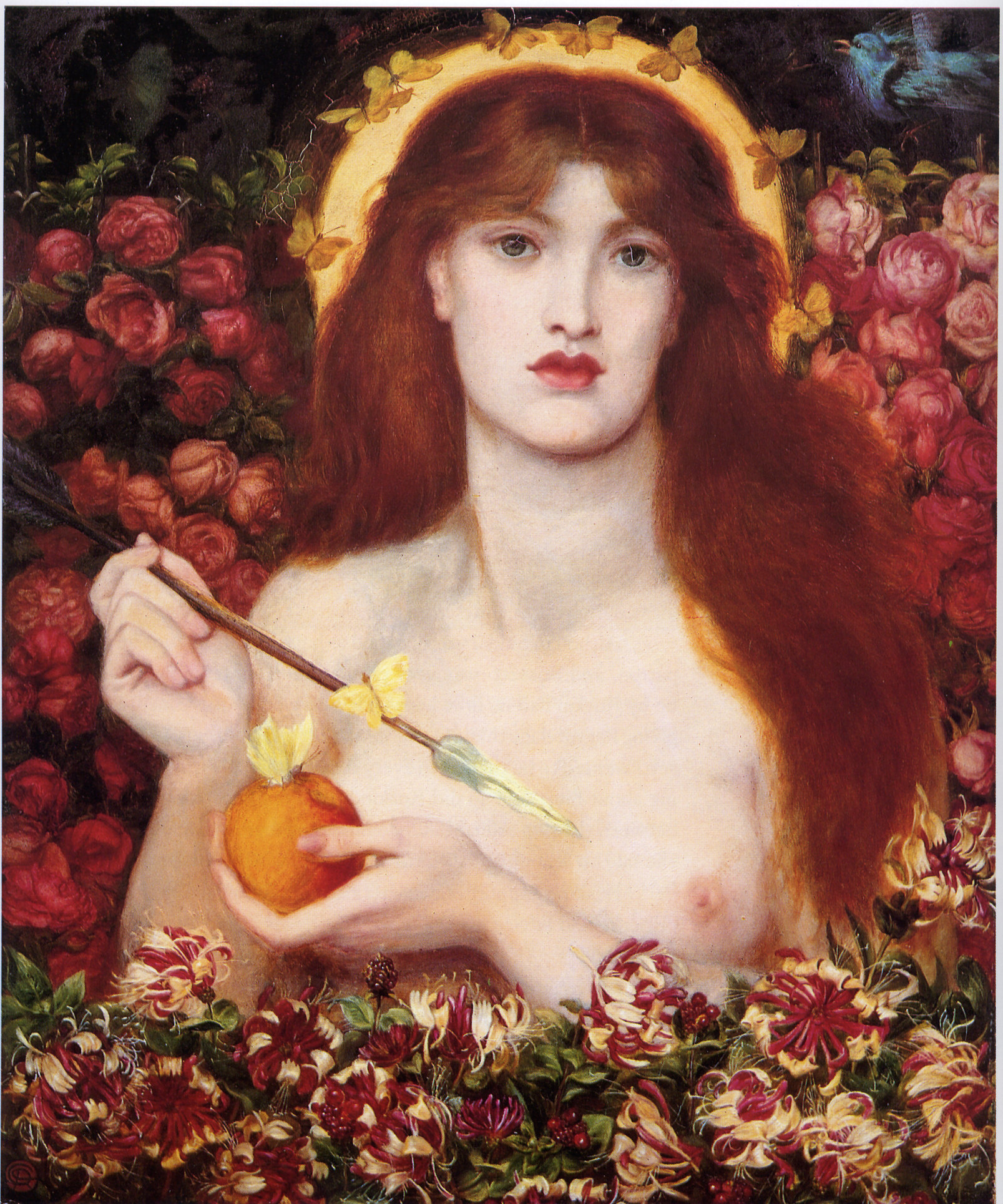
A Europa s'ha associat tradicionalment (i androcèntricament) la feminitat amb Venus, la deessa de la bellesa.

La feminitat o les feminitats són les diferents construccions polítiques, socials i culturals estereotipades duals que engloben característiques morfològiques, estètiques, psicològiques, d'actitud, rol social, rol de gènere, sexual i de comportament, entre d'altres associades específicament a les dones o al gènere femení, i contraposades a unes altres masculinitats, considerades pròpies de l'home o gènere masculí.
Aquesta manera dual d'entendre la sexualitat i la societat i relacionar-la amb el concepte masculí-femení és gairebé sempre pròpia d'una societat androcèntrica i patriarcal, que a més considera inferior allò femení a allò masculí. Altres models més equitatius i igualitaris consideren que cap persona és únicament femenina o masculina.
Els models femenins europeus fins a la modernitat es basen en actituds personals molt reduccionistes, a l'embelliment i l'oci. Alguns estereotips que a Europa tradicionalment s'han associat a la feminitat són per exemple la intuïció femenina, la inestabilitat emocional, la irracionalitat, la poesia i la dansa enfront de la prosa i el teatre declamat, el misteri i allò desconegut, la nit i la lluna enfront del dia i el sol, la feblesa, la passivitat, la submissió, la tendresa, la dependència (incloent-hi el fet de ser important a les biografies per tenir una relació de parella o familiar amb un home important, la dona que hi ha darrere de tot gran home), la por, la cura dels altres i la criança, la maternitat (instint maternal sobreentès, judici diferent a la mala mare que al mal pare i al pare absent) i tot allò que té a veure amb l'àmbit privat, enfront de l'esfera pública (menyspreu a la dona pública), que seria destinada a la masculinitat.
A partir dels anys vint i trenta del segle xx, apareixen altres models femenins, igualment androcèntrics i patriarcals, basats en teories plantejades com a científiques que formulen concepcions sexualitzades de les dones i dels homes, centrades a diferenciar i en oposar feminitat i masculinitat. Aquests plantejaments teòrics de metges, higienistes i altres homes de ciències se centren en la maternitat com a eix del rol femení i de la dona a la societat, creant la maternologia.
També intervenen especialment a partir d'aquest segle factors d'ordre comunicacional, polític o de mercadotècnia empresarial, difonent en revistes i mitjans audiovisuals de masses les modes de bellesa, comportament i activitats (com ara esports, culturals, o feina) dissenyades com a femenines i destinades a les dones.

## Història

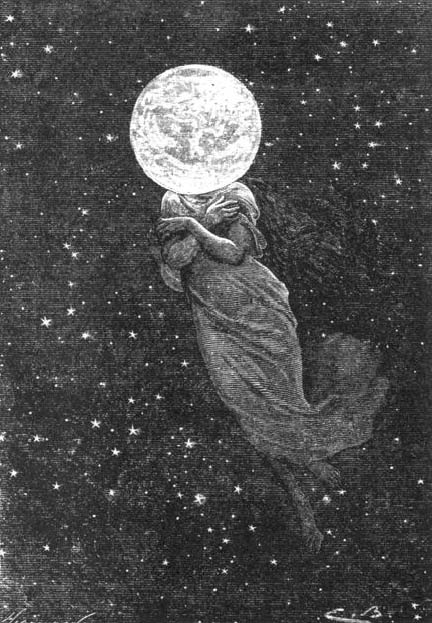
L'home europeu associa tradicionalment la feminitat amb allò desconegut i eteri, amb la nit (la foscor, la llar, la tendresa, el sexe, el descans, la delicadesa, la passivitat, el silenci) mentre que el sol, l'activitat i la claror són pròpies de la masculinitat.

Al segle xviii, a la modernitat a Europa occidental va haver un interès en la veritat absoluta, la igualtat de drets i en un subjecte universal. Aleshores va sorgir la qüestió de la diferència i especialment la diferència femenina. Més tard, es va associar la feminitat i la masculinitat a la presència o no de fal·lus (penis erecte) i teories basades en el tenir i la carència, l'activitat focalitzada i la passivitat, el temor de perdre i la queixa i empatia vers la injustícia.
En 1925 Jacques Lacan va proposar que totes les persones tenien diferents graus de masculinitat i també de feminitat, i que de tota manera aquests dos conceptes eren "construccions teòriques de contingut incert".
Més tard, el Feminisme va estudiar i posar en qüestió els diferents rols de gènere, masculinitat i feminitat, incloent per exemple els col·lectius LGBT i la Teoria Queer.